# (16438) Knöfel
(16438) Knöfel ist ein Asteroid des Hauptgürtels, der am 11. Januar 1989 von Freimut Börngen am Observatorium der Thüringer Landessternwarte Tautenburg entdeckt wurde.
Benannt wurde der Himmelskörper nach dem deutschen Meteorologen und Amateurastronomen André Knöfel (* 1963), der für den Deutschen Wetterdienst (DWD) am Meteorologischen Observatorium Lindenberg arbeitet.